# Corç
Cors de Pilas (en francès Cours-de-Pile) és un municipi francès situat al departament de la Dordonya i a la regió de la Nova Aquitània.

## Demografia
| 1962                                       | 1968 | 1975 | 1982  | 1990  | 1999  | 2007  |
| ------------------------------------------ | ---- | ---- | ----- | ----- | ----- | ----- |
| 572                                        | 628  | 868  | 1.203 | 1.329 | 1.299 | 1.431 |
| Des de 1962: població sense dobles comptes |      |      |       |       |       |       |

## Administració
| Període | Identitat      | Partit |
| ------- | -------------- | ------ |
| 2001-   | Didier Capuron |        |